# كازينو (فلم 1980)
كازينو هو فيلم حركة أمريكي لعام 1980م من إخراج دون تشافي وبطولة مايك كونورز وباري فان دايك وجين إيفانز. تم إنتاج الفيلم في الولايات المتحدة. في 1 أغسطس 1980، عرض لأول مرة على أيه بي سي. 

## القصة
نيك مقامر لطيف ومتطور يمتلك فندقًا عائمًا وسفينة قمار تعاني من التخريب في رحلتها الأولى.

## الممثلون
- مايك كونورز في دور نيك
- باري فان دايك في دور إيدج
- جين إيفانز في دور النقيب كوالالمبور فيتزجيرالد
- هيدلي ماتينجلي بدور فوكسوورث
- غاري بيرغوف في دور بيل تايلور
- جوزيف كوتين في دور إد بوكر
- ليندا داي جورج في دور كارول
- بو هوبكنز في دور ستوني
- روبرت لوجيا في دور كارل هوبتمان
- روبرت ريد في دور داريوس
- باري سوليفان في دور سام فليتشر
- شيري جاكسون بدور جينيفر

## روابط خارجية
- مقالات تستعمل روابط فنية بلا صلة مع ويكي بيانات